# Loi du 13 juillet 1965 portant réforme des régimes matrimoniaux
La loi du 13 juillet 1965 portant réforme des régimes matrimoniaux est une loi en France qui est considérée comme une étape fondamentale dans l'émancipation juridique des femmes françaises.

## Situation antérieure
Début 1965, le statut juridique des femmes mariées était régi par le Code civil napoléonien de 1804 qui organise l'incapacité juridique de la femme en prévoyant, dans son article 213, que « le mari doit protection à sa femme, la femme obéissance à son mari ». Le mariage était considéré comme la création d'une société civile avec une personnalité juridique et un patrimoine commun portant le nom du mari qui en était légalement le chef et l'administrateur, à défaut de contrat ou de mandats, éventuellement tacites, prévoyant de confier tout ou partie de cette administration à la femme[réf. nécessaire].
Cette incapacité juridique était déjà en partie écartée pour l'épouse mariée sous le régime de la séparation de biens, ou séparée de corps (1893), ainsi que pour l'administration des biens provenant de l'exercice d'une profession ou d'un commerce séparé. Elle avait été assouplie par des lois en 1938 et 1942. En dehors de ces situations, la femme mariée devait obtenir l'accord de son mari pour ouvrir un compte en banque séparé, pour passer des contrats avec des tiers qui engagent solidairement son conjoint, ou pour s'engager elle-même dans un emploi salarié extérieur.

## Contexte
Le gouvernement Pompidou, exclusivement composé d'hommes, lance tout d'abord un sondage pour savoir si cette réforme sera acceptée.

## Contenu
Elle donne aux femmes le droit d'ouvrir un compte en banque indépendant et celui de s'engager dans un emploi salarié extérieur sans l'autorisation de leur mari, qui ne pourra plus théoriquement imposer son veto. Elle s'accompagne d'une modification du régime légal du mariage, qui de celui de communauté de meubles et acquêts, passe à celui de communauté réduite aux acquêts. Le régime dotal, qui accordait à l'époux l'administration et la jouissance d'une partie des biens apportés lors du mariage, est supprimé. Les femmes ont alors le droit et la possibilité de gérer elles-mêmes leurs biens propres, et peuvent passer seules les contrats courants nécessaires à l'entretien du ménage ou à l'éducation des enfants, engageant ce faisant solidairement son conjoint. Pour les décisions importantes telles que l'achat d'un bien immobilier, l'accord des deux époux est requis.
La loi du 13 juillet 1965 porte également en son sein une réforme majeure en matière de droit commercial : la femme est désormais habilitée à exercer seule et sans l'autorisation de son conjoint un commerce séparé du sien. Auparavant, le véto de son mari, issu lui-même d'une précédente réforme (1948) annulant l'autorisation systématique, était rédhibitoire pour un exercice d'une activité commerciale par la femme mariée.
L'existence d'un patrimoine et d'une personnalité juridique de la famille subsiste, avec un chef ou représentant unique qui reste légalement le mari, même si la notion de mandat tacite donne dans les faits des pouvoirs aussi étendus à la femme. La suppression du chef de famille interviendra en 1970 avec un accroissement massif du nombre des divorces, elle sera remplacée en 1985 par la notion de direction bicéphale de la famille, puis confondue à partir de 1987 avec celle d'autorité parentale.

## Entrée en vigueur
La date d'entrée en vigueur est fixée au 1er février 1966, avec possibilité pour les époux mariés avant cette date de soumettre certains de leurs actes à la nouvelle loi, sur déclaration conjointe.

## Réception
La loi est jugée incomplète : le mari reste le chef de famille, et il conserve l'intégralité de l'autorité sur les enfants, l'autorité paternelle ne devenant autorité parentale que très progressivement, avec de nouvelles lois en 1987, 1993 et 2002. D'autre part, il conserve seul le droit de gérer les biens communs du mariage. Il faut attendre la loi du 23 décembre 1985 pour que la femme puisse gérer conjointement ces biens et que l'égalité financière entre les deux soit acquise.